# Tomasz Makowski (piłkarz)
Tomasz Makowski (ur. 19 lipca 1999 w Zgierzu) – polski piłkarz. Były zawodnik oraz kapitan reprezentacji Polski U-20 oraz zawodnik reprezentacji Polski U-21.

## Kariera klubowa
1 lipca 2015 przeszedł z UKS SMS Łódź do juniorskiej drużyny Lechii Gdańsk. 25 lipca 2017 został wypożyczony do Górnika Łęczna, gdzie zadebiutował 5 sierpnia 2017 w wygranym 2:1 meczu przeciwko Zagłębiu Sosnowiec. Po zakończeniu wypożyczenia powrócił do drużyny z Gdańska i znalazł miejsce w pierwszym składzie. W seniorskiej drużynie Lechii zadebiutował 25 września 2018, w meczu pierwszej rundy Pucharu Polski z Wisłą Kraków, który został rozstrzygnięty dopiero w rzutach karnych. Na swój debiut w Ekstraklasie musiał zaczekać do 6 października 2018, kiedy to jego drużyna zmierzyła się z Zagłębiem Sosnowiec. 15 grudnia 2018 podpisał nowy kontrakt z Lechią Gdańsk wygasający 30 czerwca 2022 roku, który nie został przedłużony.
20 czerwca 2022 roku piłkarz został zawodnikiem Zagłębia Lubin, do którego przeniósł się na zasadzie wolnego transferu.

## Statystyki
(aktualne na dzień 20 czerwca 2022)
| Klub               | Sezon              | Liga               | Liga  | Liga   | Puchar kraju | Puchar kraju | Europa | Europa | Suma  | Suma   |
| Klub               | Sezon              | Liga               | Mecze | Bramki | Mecze        | Bramki       | Mecze  | Bramki | Mecze | Bramki |
| ------------------ | ------------------ | ------------------ | ----- | ------ | ------------ | ------------ | ------ | ------ | ----- | ------ |
| Górnik Łęczna      | 2017/18            | 1 Liga             | 20    | 0      | 1            | 0            | –      | –      | 21    | 0      |
| Górnik Łęczna      | Ogólnie            | Ogólnie            | 20    | 0      | 1            | 0            | 0      | 0      | 21    | 0      |
| Lechia Gdańsk      | 2018/19            | Ekstraklasa        | 22    | 0      | 6            | 2            | –      | –      | 28    | 2      |
| Lechia Gdańsk      | 2019/20            | Ekstraklasa        | 28    | 0      | 5            | 1            | 2      | 0      | 35    | 1      |
| Lechia Gdańsk      | 2020/21            | Ekstraklasa        | 19    | 1      | 3            | 0            | –      | –      | 22    | 1      |
| Lechia Gdańsk      | 2021/22            | Ekstraklasa        | 15    | 1      | 1            | 0            | –      | –      | 16    | 1      |
| Lechia Gdańsk      | Ogólnie            | Ogólnie            | 84    | 2      | 15           | 3            | 2      | 0      | 101   | 5      |
| Zagłębie Lubin     | 2022/23            | Ekstraklasa        | 28    | 1      | 0            | 0            | –      | –      | 28    | 1      |
| Zagłębie Lubin     | Ogólnie            | Ogólnie            | 28    | 1      | 0            | 0            | 0      | 0      | 129   | 6      |
| Ogólnie w karierze | Ogólnie w karierze | Ogólnie w karierze | 132   | 3      | 16           | 3            | 2      | 0      | 150   | 6      |

## Sukcesy

### Lechia Gdańsk
- Puchar Polski (1×): 2018/2019
- Superpuchar Polski (1×): 2019